# Verzorgingsplaats Brehees
Verzorgingsplaats Brehees is een Nederlandse verzorgingsplaats, gelegen aan de noordoostzijde van de A58 in de richting Eindhoven-Vlissingen tussen afrit 9 en Knooppunt De Baars in de gemeente Oisterwijk.
Aan de overzijde van de snelweg ligt verzorgingsplaats Kerkeind.
Richting Vlissingen: Kriekampen · Brehees · Blaak · Molenheide · Lage Aard · Bremberg · Hoezaar · Spuitendonk · Wouwse Tol Noord · 't Scheld · Vliete · Selnisse
Richting Eindhoven: Arnemuiden · Vliedberg · Voetpomp · Het Rak · Wouwse Tol Zuid · Mastpolder · Liesbos · Hooge Aard · Raakeind · Leikant · Kerkeind · Kloosters